# Saint-Maxime-du-Mont-Louis
Saint-Maxime-du-Mont-Louis es un municipio canadiense situado en la provincia de Quebec.

## Superficie
Saint-Maxime-du-Mont-Louis tiene una superficie de 232,67 km².

## Demografía
En 2021, tenía 1047 habitantes, una densidad poblacional de 4,5 hab./km², y 585 viviendas.